# Cristo Redentor
Cristo Redentor (portugisisk: Kristus frelseren) er navnet på den meget kendte kristusstatue som står på det 710 meter høje bjerg Corcovado, og som ser ud over den enorme by Rio de Janeiro i Brasilien. Den er ikke alene et kristent symbol, men også et vartegn for både Rio de Janeiro og Brasilien. Statuen er 38 meter høj og vejer 1.145 ton.

## Baggrund
I midten af 1850'erne opstod ideen om statuen, da den katolske præst Pedro Maria Boss søgte om finansiering fra prinsesse Isabella til bygning af et stort religiøst monument. Ansøgningen blev dog afslået af staten i 1889, da Brasilien på denne tid gennemgik en sekulariseringsproces som adskilte stat og kirke.
Et nyt forslag til oprettelse af et stort landmærke i form af en statue fremkom i 1921 fra Rio de Janieros ærkebispedømme. Der blev organiseret en Semana do Monumento (Monumentugen) for at indsamle donationer. Forskellige forslag til udformning fremkom, blandt andet det kristne kors, en statue af Jesus med en jordglobe i hånden samt en piedestal som skulle symbolisere verden. Til sidst faldt valget på en kristusstatue med frelseren som står med åbne arme for at vise sin kærlighed til menneskene.
Monumentet er til dels bygget af Skånska Cement og cement i fundamentet kommer fra Limhamn, Malmö. Yderlaget er fedtsten.
Statuen blev indviet den 12. oktober 1931.
Pave Johannes Paul 2. besøgte stedet den 2. juli 1980.